# Campionati del mondo di mountain bike - Cross country short track femminile
Il cross country short track femminile è una delle prove inserite nel programma dei campionati del mondo di mountain bike. Si corre dall'edizione 2021.

## Albo d'oro
Aggiornato all'edizione 2024.
| Anno | Vincitrice             | Seconda                | Terza                  |
| ---- | ---------------------- | ---------------------- | ---------------------- |
| 2021 | Sina Frei              | Evie Richards          | Pauline Ferrand-Prévot |
| 2022 | Pauline Ferrand-Prévot | Alessandra Keller      | Gwendalyn Gibson       |
| 2023 | Pauline Ferrand-Prévot | Puck Pieterse          | Evie Richards          |
| 2024 | Evie Richards          | Pauline Ferrand-Prévot | Jenny Rissveds         |

## Medagliere
| Pos.   | Nazione       | Oro | Argento | Bronzo | Totale |
| ------ | ------------- | --- | ------- | ------ | ------ |
| 1      | Francia       | 2   | 1       | 1      | 4      |
| 2      | Gran Bretagna | 1   | 1       | 1      | 3      |
| 3      | Svizzera      | 1   | 1       | 0      | 2      |
| 4      | Paesi Bassi   | 0   | 1       | 0      | 1      |
| 5      | Stati Uniti   | 0   | 0       | 1      | 1      |
| 5      | Svezia        | 0   | 0       | 1      | 1      |
| Totale | Totale        | 4   | 4       | 4      | 12     |